# Nomioides griswoldi
Nomioides griswoldi är en biart som beskrevs av Pesenko och Gregory B. Pauly 2005. Nomioides griswoldi ingår i släktet Nomioides och familjen vägbin. Inga underarter finns listade i Catalogue of Life.